# Lång-Mjösjön
Lång-Mjösjön är en sjö i Kramfors kommun i Ångermanland och ingår i Nätraån-Ångermanälvens kustområde. Sjön är 21 meter djup, har en yta på 0,413 kvadratkilometer och befinner sig 287,1 meter över havet.

## Delavrinningsområde
Lång-Mjösjön ingår i det delavrinningsområde (700553-161132) som SMHI kallar för Utloppet av Lång-Mjösjön. Medelhöjden är 333 meter över havet och ytan är 3,71 kvadratkilometer. Det finns inga avrinningsområden uppströms utan avrinningsområdet är högsta punkten. Vattendraget som avvattnar avrinningsområdet har biflödesordning 2, vilket innebär att vattnet flödar genom totalt 2 vattendrag innan det når havet efter 21 kilometer. Avrinningsområdet består mestadels av skog (88 procent). Avrinningsområdet har 0,41 kvadratkilometer vattenytor vilket ger det en sjöprocent på 11,1 procent.